# Castelo de Reichenstein

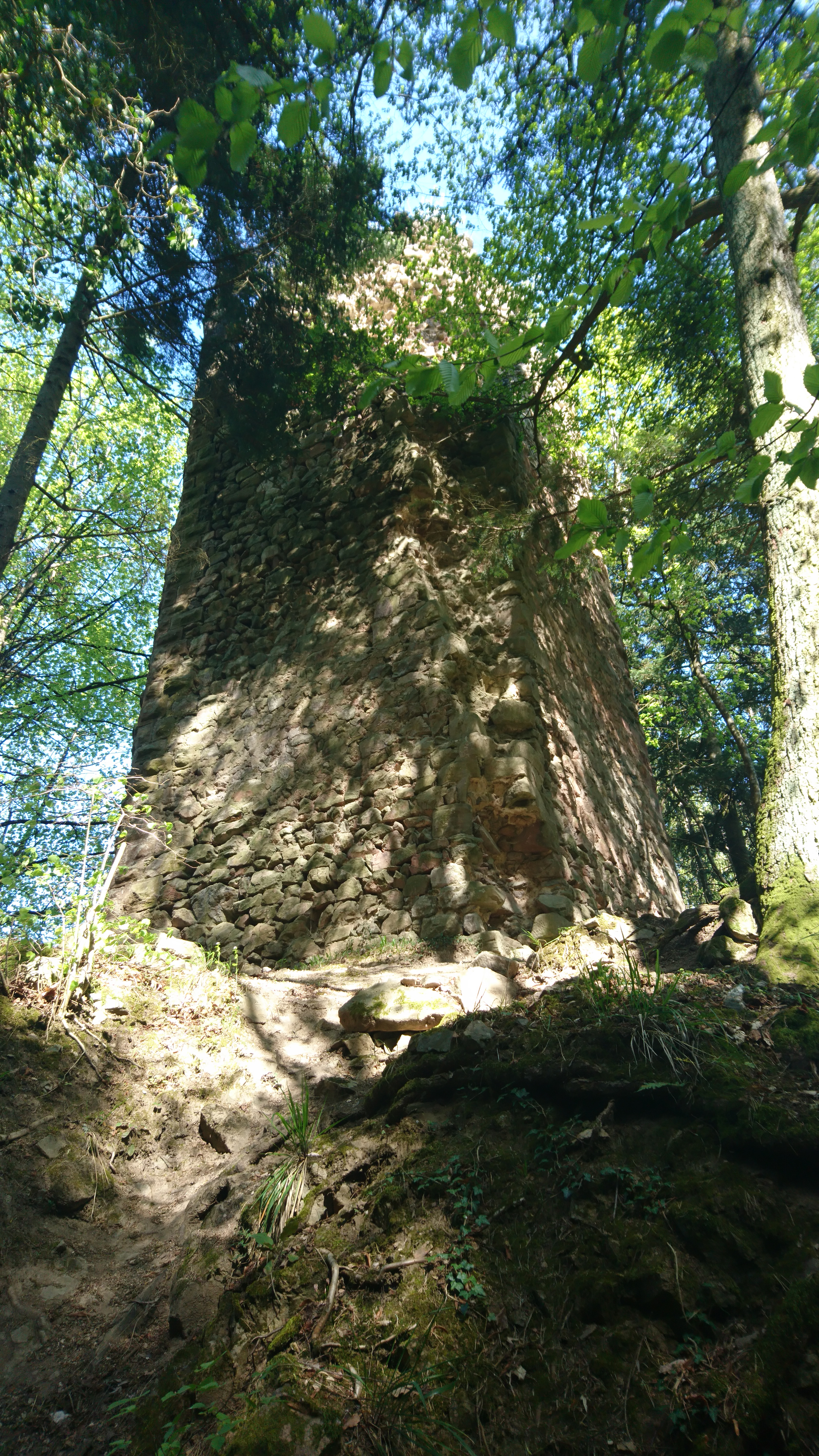
Ruínas do Castelo de Reichenstein

Château de Reichenstein é um castelo em ruínas na comuna de Riquewihr, no departamento de Haut-Rhin, Alsácia, na França. É classificado como um monumento histórico desde 1990.